# Opisthoxia aurelia
Opisthoxia aurelia là một loài bướm đêm trong họ Geometridae.